# Francis Gardner
Francis Gardner (* 27. Dezember 1771 in Leominster, Worcester County, Province of Massachusetts Bay; † 25. Juni 1835 in Roxbury, Massachusetts) war ein US-amerikanischer Politiker. Zwischen 1807 und 1809 vertrat er den Bundesstaat New Hampshire im US-Repräsentantenhaus.

## Werdegang
Francis Gardner studierte bis 1793 an der Harvard University. Nach einem anschließenden Jurastudium und seiner im Jahr 1796 erfolgten Zulassung als Rechtsanwalt begann er in Walpole (New Hampshire) in seinem neuen Beruf zu praktizieren. Im Jahr 1806 zog er nach Keene. Von 1807 bis 1820 war Gardner Staatsanwalt im Cheshire County.
Politisch war Gardner Mitglied der von Thomas Jefferson gegründeten Demokratisch-Republikanischen Partei. Bei den Kongresswahlen des Jahres 1806, die staatsweit abgehalten wurden, wurde er für das dritte Abgeordnetenmandat von New Hampshire in das US-Repräsentantenhaus in Washington, D.C. gewählt. Dort trat er am 4. März 1807 die Nachfolge von David Hough von der Föderalistischen Partei an. Da er bei den nächsten Wahlen im Jahr 1808 auf eine weitere Kandidatur verzichtete, konnte Gardner bis zum 3. März 1809 nur eine Legislaturperiode im Kongress absolvieren.
Nach seiner Zeit im Repräsentantenhaus ist Francis Gardner politisch nicht mehr in Erscheinung getreten. Über seine Schwester Hannah war er ein Schwager des Kongressabgeordneten Abijah Bigelow, der von 1809 bis 1815 für den Staat Massachusetts im Kongress saß.